# روبن اوستلوند
روبن اوستلوند (سوئدی: Ruben Östlund؛ زادهٔ ۱۳ آوریل ۱۹۷۴) یک کارگردان، فیلم‌نامه‌نویس و تهیه‌کننده سوئدی است. فیلم فورس ماژور به کارگردانی وی نامزد بهترین فیلم غیرانگلیسی زبان گلدن گلوب ۲۰۱۵ شد.

دو فیلم از او به نام‌های مربع (۲۰۱۷) و مثلث غم (۲۰۲۲) به بخش مسابقهٔ اصلی جشنواره فیلم کن راه یافتند و توانستند جایزه نخل طلای جشنواره کن را برای این کارگردان به ارمغان بیاورند.

## زندگی هنری
روین اوستلوند در سوئد به دنیا آمد. پس از دبیرستان، در فصول زمستان در پیست‌های اسکی مختلف در رشته کوه‌های آلپ مشغول به کار شد و شروع به ساختن ویدیوهای اسکی کرد.
او به تحصیل در مدرسه فیلم گوتنبرگ ادامه داد و در سال ۲۰۰۱ فارغ‌التحصیل شد. او همراه با تهیه‌کننده فیلم اریک همندورف، یکی از شرکت‌های تولید فیلم سوئد به نام پلتفرم را تأسیس کرد.
سه فیلم داستانی بلند نخست او گیتار مونگوتو (۲۰۱۴)، غیرعمدی (۲۰۰۸) و بازی (۲۰۱۱) بود. او با فیلم کوتاه اتفاق در بانک (۲۰۱۰) برنده برنده خرس طلایی بهترین فیلم کوتاه در شصتمین جشنواره بین‌المللی فیلم برلین و جایزه بزرگ جشنواره فیلم تامپره در سال ۲۰۱۱ شد.

## فیلم‌شناسی
| سال  | عنوان                       | عنوان اصلی                       | گونه          |
| ---- | --------------------------- | -------------------------------- | ------------- |
| ۱۹۹۳ | معتاد                       | Addicted                         | فیلم اسکی     |
| ۱۹۹۷ | رادیکال‌های آزاد             | Free Radicals                    | فیلم اسکی     |
| ۱۹۹۸ | رادیکال‌های آزاد ۲           | Free Radicals 2                  | فیلم اسکی     |
| ۲۰۰۰ | بگذار دیگران عاشقی کنند     | Låt dom andra sköta kärleken     | مستند         |
| ۲۰۰۲ | دوباره خانواده              | Familj igen                      | مستند         |
| ۲۰۰۴ | گیتار مغولی                 | Gitarrmongot                     | داستانی بلند  |
| ۲۰۰۵ | صحنه زندگینامه‌ای شماره ۶۸۸۲ | Scen nr: 6882 ur mitt liv        | داستانی کوتاه |
| ۲۰۰۸ | غیرعمدی                     | De ofrivilliga                   | داستانی بلند  |
| ۲۰۱۰ | اتفاق در بانک               | Händelse vid bank                | داستانی کوتاه |
| ۲۰۱۱ | بازی                        | Play                             | داستانی بلند  |
| ۲۰۱۴ | فورس ماژور                  | Turist                           | داستانی بلند  |
| ۲۰۱۷ | مربع                        | Square                           | داستانی بلند  |
| ۲۰۲۲ | مثلث غم                     | Triangle of Sadness              | داستانی بلند  |
| TBA  | سیستم سرگرمی خراب است       | The Entertainment System Is Down | داستانی بلند  |